# L'alba d'un somni
Amanecer de un sueño és una pel·lícula dramàtica espanyola del 2008 escrita i dirigida per Freddy Mas Franqueza. Va ser inscrit al 30è Festival Internacional de Cinema de Moscou. Està inspirada en la història personal que el propi director va viure al costat del seu avi. El guió compta amb la col·laboració de Wim Wenders.
Està produïda per Terra a la Vista Producciones (València) i Follow Me Productions (Varsòvia) amb la col·laboració de Fundació Alzheimer España (FAE), que ha participat com a productora associada de la pel·lícula i el suport de ICAA, IVAC, RTVV, Film Polski i Media Development. Ha estat doblada al valencià.

## Argument
Quan té sis anys Marcel és abandonat per la seva mare Alina, que l'ha tingut soltera. Se'n fa càrrec el seu avi Pascual, que viu en un petit poble on regenta una petita botiga. Ell li dona l'afecte que necessita i li ensenya les coses més importants de la vida.
Quan Marcel té vint-i-un anys decideix emancipar-se amb la seva xicota. Tanmateix, després de patir alguns símptomes reveladors, a Pascual se li diagnostica la malaltia d'Alzheimer. Pascual decideix canviar de plans i curar del seu avi, per tal de tornar-li allò que li va donar i poder mirar-lo per última vegada mentre el reconegui.

## Repartiment
- María Almudéver
- Héctor Alterio com a Pascual
- Álvaro Báguena
- Aurora Carbonell
- Alberto Ferreiro com a Marcel (20 anys)
- Aroa Gimeno com a Bea
- Mónica López com a Alina
- Sergio Padilla com a Marcel (nen)
- Oriol Tarrasón

## Crítiques
| «                             | "Sense arribar a ser enervant, només s'alimenta de llocs comuns" | » |
| — Javier Ocaña: Diari El País |                                                                  |   |

## Premis
Va rebre el Premi al millor llargmetratge i al millor actor de Mostra Cinema Valencià a la XXX edició de la Mostra de València així com el Premi del Públic del Festival Internacional de Cinema de Mannheim-Heidelberg i el Premi Especial del Jurat de Zonacine al Festival de Màlaga.